# Acadèmia de l'Exèrcit Imperial Japonès
L'Acadèmia de l'Exèrcit Imperial Japonès (陸軍士官学校, Rikugun Shikan Gakkō?) va ser el principal centre formatiu d'oficials de l'Exèrcit Imperial Japonès i una de les principals acadèmies militars del Japó imperial. Va estar operativa entre 1874 i 1945.

## Història
L'acadèmia va ser establerta originalment a Kyoto el 1868 sota el nom de Heigakkō, en plena revolució Meiji. No obstant això, el 1874 l'escola va ser reformada, canviada de nom i traslladada a Ichigaya, prop de Tòquio. El 1887, Terauchi Masatake va ser nomenat director de l'Acadèmia. Durant els anys que va estar al capdavant de l'acadèmia, va introduir importants reformes als programes educatius del centre. No obstant això, per a aquella època existien altres centres formatius militars de l'Exèrcit de terra: des de 1882 funcionava l'Escola de Guerra de l'Exèrcit (陸軍大学校, Rikugun Daigakkō?). Mentre que l'Escola de Guerra seguia el model militar prussià inspirat a la Preußische Kriegsakademie, l'Acadèmia de l'Exèrcit Imperial seguia el model militar francès.
Per l'Acadèmia de l'Exèrcit Imperial van passar personalitats que posteriorment tindrien un paper destacat en la vida política i militar del país, com va ser el cas del príncep Higashikuni Naruhiko, que arribaria ser general i primer ministre. L'acadèmia també va acollir a molts alumnes estrangers. Aquest va ser el cas de molts militars xinesos del futur Exèrcit Nacional Revolucionari, com He Yingqin, Yan Shixan o Chiang Kai-shek, que durant els primers anys del segle XX també van realitzar els seus estudis a l'Acadèmia de l'Exèrcit Imperial. Un altre cas significatiu va ser el d'Aisin-Gioro Xiqia, membre de la família imperial xinesa i després figura destacada de Manxukuo.
L'acadèmia va ser abolida a la fi de 1945, després de la rendició del Japó i la dissolució de l'Exèrcit Imperial Japonès. Les seves instal·lacions van passar a ser una base militar nord-americana. En l'actualitat, la institució corresponent de la Força Terrestre d'Autodefensa del Japó (JGSDF) és l'Acadèmia de Defensa Nacional del Japó.